# Bradag
Bradag is een bestuurslaag in het regentschap Blora van de provincie Midden-Java, Indonesië. Bradag telt 1168 inwoners (volkstelling 2010).